# Passugg

Kurhaus Passugg, historisches Luftbild von Werner Friedli (1954)

Passugg [pɐsːʼʊk] ist eine Ortschaft im Kanton Graubünden in der Schweiz. Politisch gehört sie zu Churwalden.

## Geographie
Passugg liegt südöstlich von Chur am Eingang zum Schanfigg und im nördlichsten Abschnitt des Gemeindegebiets von Churwalden. Die Häusergruppe befindet sich auf einem Geländesporn zwischen dem Tal der Plessur und dem Tobel der Rabiusa (auch Rabiosa genannt, deutsch: die Tobende), die auf Deutsch Landwasser heisst und unterhalb von Passugg in die Plessur mündet.
Auf der andern Seite der Rabiusa liegt Araschgen, das politisch zu Chur gehört. Verkehrstechnisch erschlossen wird Passugg durch die Tschiertscherstrasse.

## Konfessionen
Konfessionell ist die Einwohnerschaft gemischt und bekennt sich jeweils hälftig zur reformierten und zur römisch-katholischen Konfession. Die Ortskirche liegt in Araschgen und gehört zu zwei Dritteln den Reformierten und zu einem Drittel den Katholiken. Die Reformierten gehören mit den Glaubensgenossen in Tschiertschen und Praden zur Kirchgemeinde Steinbach, während die Katholiken an die Dom-Pfarrei Chur angeschlossen sind. 

## Kurhaus

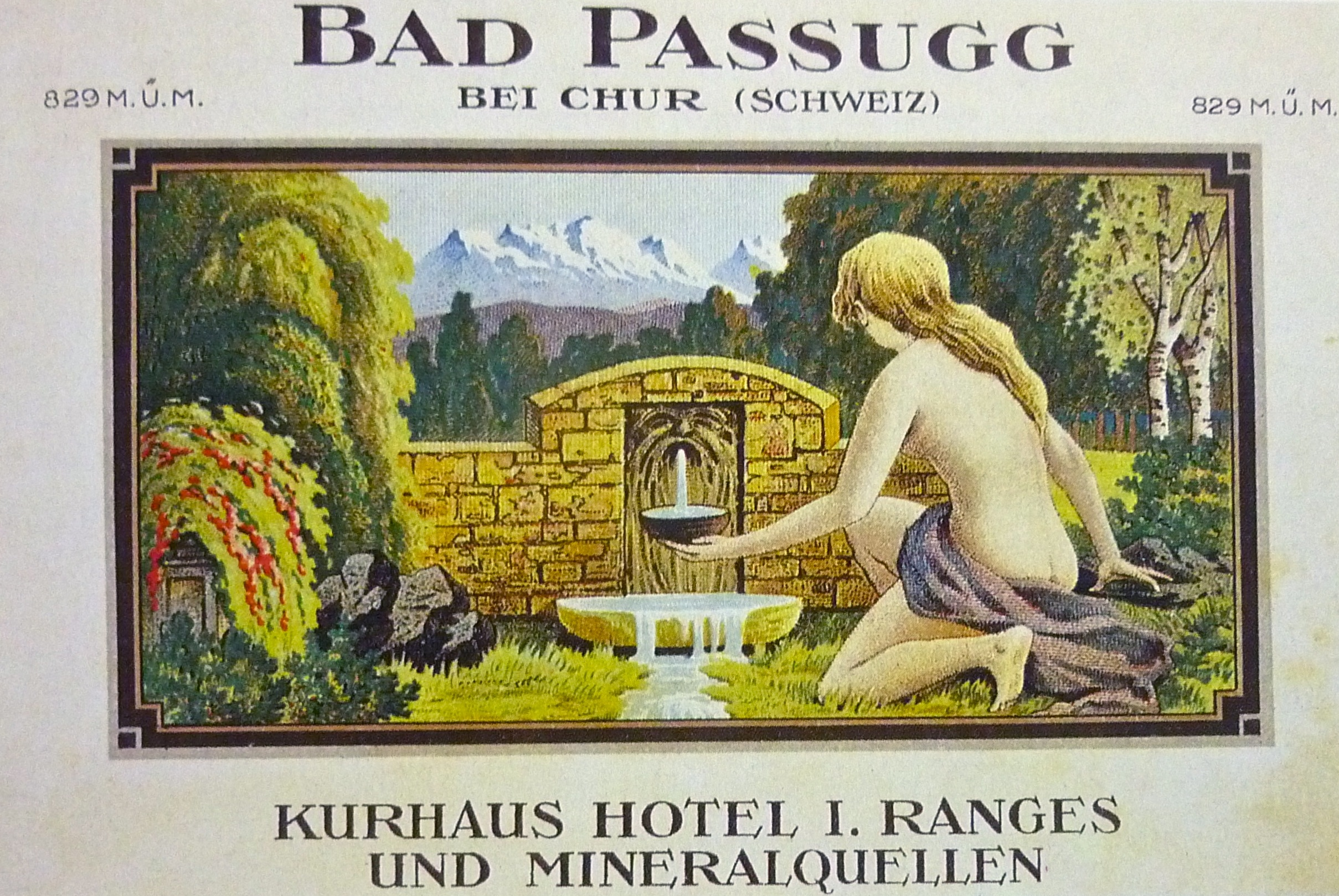
Prospekt 1920

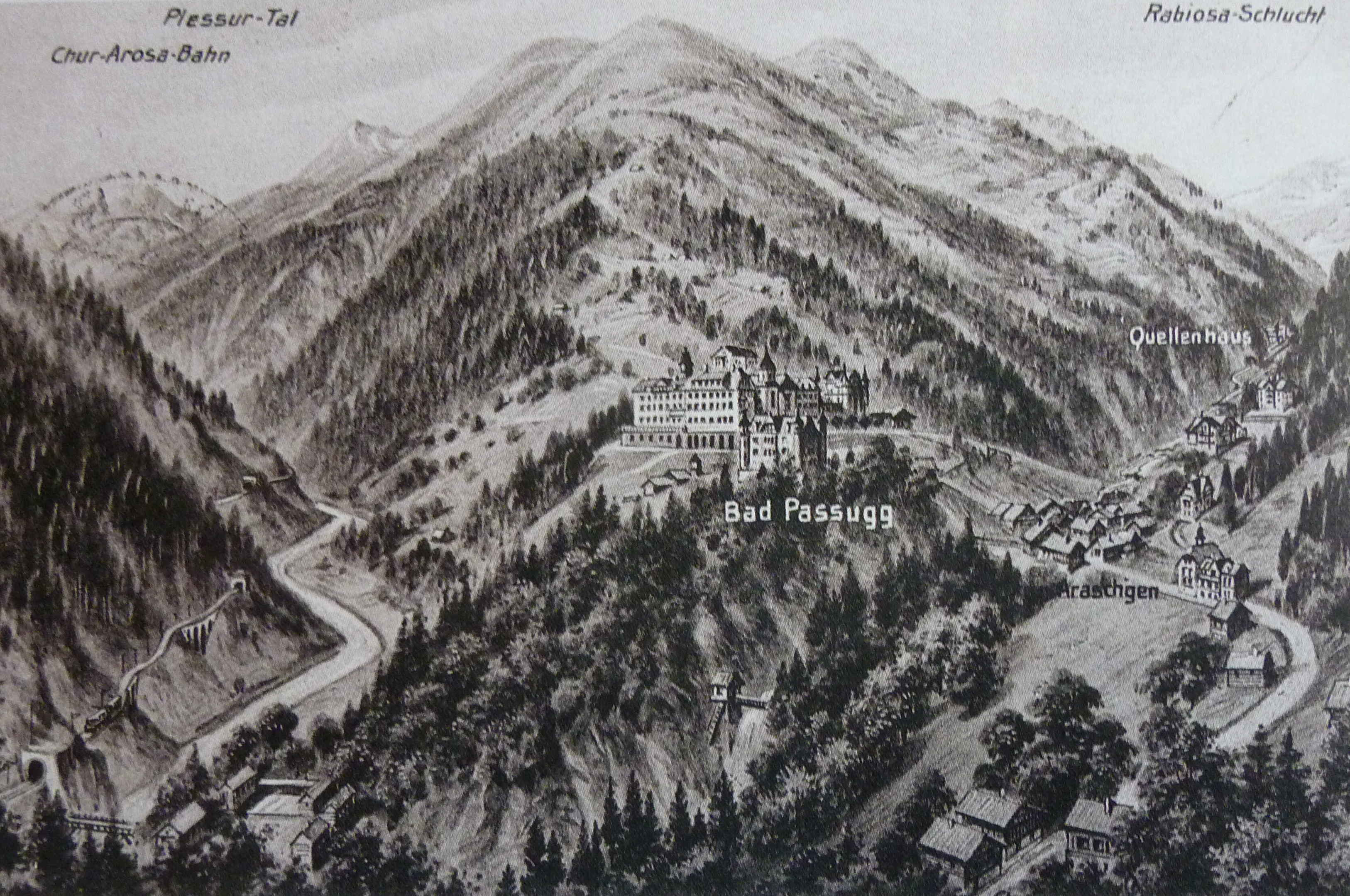
Kurhaus Passugg um 1915

Die Heilquellen von Passugg wurden 1863 durch den Churer Sattlermeister Ulrich Sprecher wiederentdeckt. Das 1883 erbaute Kurhaus wurde wegen des grossen Andrangs zwei Mal umfangreich renoviert (Lift, elektrische Beleuchtung, Toiletten mit Wasserspülung). 1910 verfügte das Kurhaus über 220 Betten. Ein Weg führte hinunter in die Schlucht zum Quellengebäude mit Trinkhalle. Die verschiedenen Quellen erlaubten je nach Zusammensetzung des Wassers verschiedene Kuren.
Der Kurbetrieb wurde 1979 eingestellt. Im ehemaligen Kurhaus ist heute die internationale Bündner Hotelfach- und Touristikschule Swiss School of Tourism and Hospitality untergebracht. Die Ortschaft verfügte bis Juni 2011 über eine als Tagesschule geführte Primarschule. Ausserdem verfügt sie über die Fontana-Bildungsstätte für Gehörlose.
Eine historische Persönlichkeit, die im Kurhaus Passugg starb, war am 13. August 1913 August Bebel. Zwei Wochen zuvor war er auf Anraten seines Arztes zur Kur dorthin gefahren. Er schien auf dem Weg zur Besserung zu sein, erlag dann aber unerwartet einem seit längerem bestehenden Herzleiden. Der in Genf und Hochsavoyen (Frankreich) lebende Schweizer Autor Hans Peter Gansner wählte das Hotel 2013 in einem Historischen Drama zum Schauplatz des Aufeinandertreffens von Bebel und seiner Tochter Frieda mit zeitgenössischen Kämpferinnen und Kämpfern für den Sozialismus, ergänzt durch ein Vor- und Nachspiel, das in den 1960er-Jahren spielt.